# Romuald Pomorski
Romuald Jacek Pomorski (ur. 2 stycznia 1956 we Wrocławiu, zm. 17 stycznia 2010 tamże) – polski biolog, specjalizujący się w entomologii, skoczogonach, zoologii i zoologii gleby; nauczyciel akademicki.

## Życiorys
W 1979 roku ukończył studia wyższe na Wydziale Nauk Przyrodniczych Uniwersytetu Wrocławskiego, uzyskując tytuł magistra biologii.
W 1987 roku Rada Wydziału Nauk Przyrodniczych UWr. nadała mu stopień naukowy doktora nauk przyrodniczych w dziedzinie biologii na podstawie pracy pt. Morfologiczno-systematyczne badania nad zmiennością pseudocelli i niektórych cech diagnostycznych u kilku gatunków w grupie Onychirus "ar-matus" (Collembola, Onychiuridae). 12 grudnia 1996 uzyskał stopień naukowy doktora habilitowanego nauk biologicznych w zakresie biologii-entomologii na podstawie rozprawy pt. The first instar larvae of Onychiurinae - a systematic study (Collembola: Onychiu-ridae). Od 1 czerwca 1997 zatrudniony został na stanowisku adiunkta z habilitacją. Nominację na stanowisko profesora nadzwyczajnego uzyskał w 1998 roku, a trzy lata później uzyskał tytuł profesora nauk biologicznych.
Pracował w Zakładzie Systematyki Zwierząt i Zoogeografii. Pełnił wiele istotnych funkcji kierowniczych na swoich wydziałach. W latach 1999–2002 był zastępcą dyrektora Instytutu Zoologicznego UWr, a następnie od 2002 roku prodziekanem ds. dydaktycznych Wydziału Nauk Przyrodniczych UWr. Po jego podziale w 2006 roku został prodziekanem nowo utworzonego Wydziału Nauk Biologicznych UWr.
Należał do kilku towarzystw naukowych, w tym Polskiego Towarzystwa Zoologicznego, Polskiego Towarzystwa Entomologicznego i Polskiego Towarzystwa Taksonomicznego. W latach 1983–1987 był sekretarzem "Przeglądu Zoologicznego", następnie zastępcą redaktora naczelnego (1987-1996). Od roku 1999 jest redaktorem naczelnym „Przeglądu Zoologicznego". W kwietniu 2008 roku uległ poważnemu wypadkowi podczas budowy domu, po czym zapadł w śpiączkę. Zmarł w styczniu 2010 roku i został pochowany na Cmentarzu Komunalnym we Wrocławiu przy ulicy Jerzmanowskiej 53.

## Dorobek naukowy
Jego zainteresowania naukowe skupiają się na entomologii, a publikacje traktują o owadach. Pierwotnie zajmował się ryjkowcami, a następnie skoczogonkami (Collembola), grupie trudnej, reprezentowanej w historii nauki polskiej przez kilku specjalistów. Swoje badania rozwinął w szerokim wachlarzu tematycznym, który obejmował: systematykę, morfologię, bionomię, faunistykę oraz badania przydatne dla rolnictwa. Pierwotnie prace te dotyczyły fauny polskiej, później rozszerzył je o inne obszary, w tym o Bułgarię, Turcję, Turkmenistan, Ukrainę, Skandynawię i Amerykę Północną. Jest uznanym autorytetem z dziedziny Collembola. Jego dorobek naukowy był publikowany w recenzowanych czasopismach krajowych i zagranicznych.

## Życie prywatne
Był żonaty od 1979 z Aliną Maszkiewicz, miał jedną córkę Justynę. Prywatnie interesował się siatkówką i wędkarstwem.
Od początku studiów w 1974 do 1988 roku reprezentował barwy AZS Uniwersytet Wrocławski w piłce siatkowej. Wraz z drużyną zdobył 5 medali na Mistrzostwach Polski Szkół Wyższych, z czego 1 brązowy, 3 srebrne i 1 złoty.